# Plaque Mather
Pour les articles homonymes, voir Mather.
Une plaque Mather (en anglais : Mather Plaque) est un type de plaque commémorative honorant le conservationniste Stephen Tyng Mather que l'on trouve dans de nombreux sites gérés par le National Park Service, aux États-Unis. En bronze, les plaques Mather comprennent une représentation par Bryant Baker du profil gauche de celui qui fut le premier directeur du NPS devant un paysage de montagnes bordé par une forêt. Les premières ont été commandées en 1930.

## Exemples
- Dans le parc national des Canyonlands, la plaque est visible au sol près de l'entrée de l'office de tourisme du secteur des Needles.
- Dans le parc national des grottes de Carlsbad, au Nouveau-Mexique, la plaque est placée le long du sentier de randonnée appelé Carlsbad Caverns Trail à proximité immédiate du Bat Flight Amphitheater.
- Dans le Colorado National Monument, au Colorado, la plaque se situe à l'extérieur du Saddlehorn Visitor Center.
- Dans le parc national volcanique de Lassen, en Californie, la plaque est installée sur la façade du Loomis Museum, un musée volcanologique.
- Dans le parc national de Petrified Forest, en Arizona, la plaque se rencontre le long du Giant Logs Trail.
- Dans le parc national de Rocky Mountain, au Colorado, la plaque se trouve près de l'entrée du Beaver Meadows Visitor Center, un office de tourisme inscrit au Registre national des lieux historiques et même classé National Historic Landmark.
- Dans le parc national de Yosemite, on observe la plaque depuis le Happy Isles Bridge, dans la vallée de Yosemite.
- Dans le parc national de Zion, on trouve la plaque à gauche de l'entrée du Zion Human History Museum.